# Kitty Wells
Ellen Muriel Deason (Nashville, 30 de agosto de 1919-ibídem, 16 de julio de 2012), conocida profesionalmente como Kitty Wells, fue una cantante estadounidense de música country.
Su éxito de 1952 "It Wasn't God Who Made Honky Tonk Angels", la convirtió en la primera cantante femenina de country en entrar en los U.S. country charts y la primera estrella femenina del country. Sus Top 10 hits continuaron hasta mediados de los años 1960 inspirando una larga lista de cantantes femeninas de country que a su vez tuvieron importancia en la década de 1960.
El éxito de Wells en las décadas de 1950 y 1960 fue tan enorme que aún a día de hoy se encuentra ocupando la posición número seis del ranking de las vocalistas de mayor éxito de la historia de los Billboard country charts según el historiador Joel Whitburn en su libro The Top 40 Country Hits, tras Dolly Parton, Loretta Lynn, Reba McEntire, Tammy Wynette y Tanya Tucker.
Wells fue la tercera artista del country tras Roy Acuff y Hank Williams, en recibir el Premio Grammy a la carrera artística en 1991, así como la octava mujer y primera de raza caucásica en recibir este honor. Desde 1976 aparece en el Country Music Hall of Fame. Se la conoció como The Queen of Country Music. Destronada en 1961-62 por otra estrella: Patsy Cline cuando fue ganadora del premio otorgado por la revista Billboard.
Falleció el 16 de julio de 2012.

## Honores
- NARAS Governor's Award for Outstanding Achievement in the Recording Industry (1981)
- Academy of Country Music's Pioneer Award (1985)
- NARAS Grammy Lifetime Achievement Award (1991)
- The Music City News Living Legend Award (1993)

## Discografía
- Kitty Wells singles discography